# Terminal de Transportes de Florencia
El Terminal de Transportes de Florencia es un terminal de transporte terrestre de pasajeros, carga y encomiendas ubicado en el municipio de Florencia, Caquetá (Colombia). Desde allí operan servicios de autobuses, busetas, camionetas y taxis hacia destinos ubicados en toda la geografía del departamento de Caquetá y a ciudades del sur, centro y occidente de Colombia.

## Historia
El Terminal de Transportes de Florencia obtuvo su personería jurídica el 28 de diciembre de 1981, cuando se constituyó como sociedad de economía comercial de responsabilidad limitada. Posteriormente, en marzo de 1983 modificó su naturaleza jurídica para transformarse en una entidad de economía mixta bajo la figura de sociedad anónima, que al contar con aportes de entidades públicas y privadas, está sometida al régimen previsto para las empresas industriales y comerciales del estado del orden municipal.
Después de nueve años de planeación y construcción, el edificio fue inaugurado el 7 de mayo de 1990 durante el gobierno del Presidente Virgilio Barco en las instalaciones del antiguo Coliseo de Ferias de Florencia, ubicadas frente a la rotonda que marca la intersección de las avenidas Circunvalar (Roberto Claros) y Centenario.

## Infraestructura
Además de los mostradores para las diferentes empresas transportadoras, en sus instalaciones existen facilidades como salas de espera con pantallas de televisión, salas VIP, múltiples puertas de abordaje, centro de telecomunicaciones, cafeterías y restaurantes, tiendas de recuerdos, comercio general, módulos de guardaequipajes, oficinas y salas de juntas, servicios sanitarios, plataforma de salidas y llegadas, entre otros.

## Destinos
Alrededor de 15 empresas nacionales, regionales y locales prestan el servicio de transporte público de pasajeros, carga y encomiendas desde el Terminal de Transportes de Florencia hacia todos los municipios del Caquetá y a destinos nacionales como las ciudades de Bogotá, Neiva, Pitalito, Ibagué, Tuluá, Cali, Medellín, Bucaramanga, Armenia, Pereira, Manizales, Popayán, Mocoa, Puerto Asís e intermedias.

## Empresas de transporte
- Coomotor Florencia
- Cootranscaquetá
- Cootransflorencia
- Trans Yarí
- Coomotor
- Cootranshuila
- Taxis Verdes
- Expreso Bolivariano
- Rápido Tolima
- Cootransmayo
- Expreso La Gaitana
- Cootranslaboyana
- Cootransplateña
- Pony Express